# Bataille de Hambourg
Campagne d'Allemagne,
Seconde Guerre mondiale
Batailles
Campagne d'Allemagne de 1945
- Blackcock
- Veritable
- Blockbuster
- Grenade
- Lumberjack
  - Remagen
- Undertone
- Traversée du Rhin
- Varsity
- Poche de la Ruhr
- Francfort
- Wurtzbourg
- Cassel
- Heilbronn
- Friesoythe
- Nuremberg
- Hambourg
- Amherst
- Archway
- Château d'Itter

Front d’Europe de l’Ouest
Front d’Europe de l’Est
Campagnes d'Afrique, du Moyen-Orient et de Méditerranée
Bataille de l’Atlantique
Guerre du Pacifique
Guerre sino-japonaise
La bataille de Hambourg est l'une des dernières batailles de la Seconde Guerre mondiale, opposant ce qui restait de la 1. Fallschirm-Armee (parachutistes allemands) au VIIIe corps britannique pour le contrôle de la ville de Hambourg, du 18 avril au 3 mai 1945.

## Contexte historique
L'offensive terrestre sur la ville avait été préparée par une campagne de bombardements stratégiques de la Royal Air Force et de l'US Army Air Forces depuis 1943 dans le cadre de l’Opération Gomorrhe pour anéantir les défenses allemandes et dans lesquels 40 à 50 000 civils avaient été tués. L'objectif initial des Britanniques était de progresser dans le nord de l'Allemagne afin d'atteindre rapidement Berlin.

## Déroulement de la bataille
Les Britanniques rencontrent une résistance acharnée dans la ville, représentant l'un des derniers foyers de résistance dans le nord de l'Allemagne. La ville doit être nettoyée maison par maison, en raison du refus des Allemands de se rendre. La défense de Hambourg est assurée par ce qui reste de la 1. Fallschirm-Armee (éléments SS, parachutistes et membres de la Volkssturm). Sa prise est retardée par la destruction par les Allemands de plusieurs portions de l'autobahn, freinant la progression britannique.
L'assaut proprement dit sur la ville débute le 28 avril. Après le suicide d'Adolf Hitler à Berlin le 30 avril, Karl Dönitz ordonne au général Alwin Wolz d'entamer des discussions de reddition avec les Britanniques, capitulation qui est signée le 3 mai par une délégation allemande.

## Conséquences
Les Britanniques progressent alors jusqu'à Kiel (péninsule du Jutland) pour déloger les forces allemandes en pleine retraite qui tentent de rejoindre le Groupe d'armées Vistule combattant encore les Soviétiques à l'est.
La 7e division blindée britannique avance par ailleurs sur Lübeck non défendue, qui capitule le 4 mai.